# Labor Days
Albums de Aesop Rock
Float
(2000) Daylight
(2002)
Singles
1. Coma
Sortie : 24 juillet 2001
2. Boombox
Sortie : 21 août 2001
3. Daylight
Sortie : 200#

Labor Days est le troisième album studio d'Aesop Rock, sorti le 18 septembre 2001.
Cet album est le deuxième majeur après Float. C'est avec l'aide de Blockhead, ainsi que d'Omega One pour le titre Coma et les scratches du disque, qu'Aesop Rock a produit cet opus. Sorti sur Definitive Jux, label du fameux El-Producto, il raconte la vie de tous les jours de la classe ouvrière. La presse a unanimement loué cet album à sa sortie et Rhapsody l'a classé parmi les « 10 meilleurs albums de rappeurs blancs » en 2010.

## Liste des titres
| No  | Titre                                                     | Contient un (des) sample(s) de                                                                                            | Durée |
| --- | --------------------------------------------------------- | --- | ----- |
| 1.  | Labor (Produit par Aesop Rock)                            | | 2:32  |
| 2.  | Daylight (Produit par Blockhead)                          | After the Snow, the Fragrance de Tony Scott She Is My Lady d'Eric Gale A Tribute to the Early Days de Digital Underground | 4:26  |
| 3.  | Save Yourself (Produit par Blockhead)                     | | 4:59  |
| 4.  | Flashflood (Produit par Blockhead)                        | Tomorrow the World de Power Records                                                                                       | 3:54  |
| 5.  | No Regrets (Produit par Blockhead)                        | I Will Find You de Clannad Promentory de Trevor Jones et Randy Edelman                                                    | 4:31  |
| 6.  | One Brick (featuring Illogic – Produit par Aesop Rock)    | | 4:32  |
| 7.  | The Tugboat Complex Pt. 3 (Produit par Blockhead)         | | 3:46  |
| 8.  | Coma (Produit par Omega One)                              | Mooving Skank des Upsetters                                                                                               | 3:56  |
| 9.  | Battery (Produit par Aesop Rock)                          | Prelude in C# Minor d'Herbie Hancock                                                                                      | 5:07  |
| 10. | Boombox (Produit par Aesop Rock)                          | Da Mystery of Chessboxin' du Wu-Tang Clan                                                                                 | 5:05  |
| 11. | Bent Life (featuring C-Rayz Walz – Produit par Blockhead) | Why Picton? de Gabriel Yared                                                                                              | 4:49  |
| 12. | The Yes and the Y'all (Produit par Blockhead)             | Beggar for the Blues de Patti Drew                                                                                        | 4:04  |
| 13. | 9-5er's Anthem (Produit par Blockhead)                    | | 4:38  |
| 14. | Shovel (Produit par Blockhead)                            | Bucket of Blood de Pino Donaggio                                                                                          | 4:45  |